# کیسوکه ساگاوا
کیسوکه ساگاوا (انگلیسی: Keisuke Sagawa; ۱۲ فوریهٔ ۱۹۳۷ – ۱۱ ژوئیهٔ ۲۰۱۷) بازیگر، و شخصیت‌های تلویزیونی در ژاپن اهل ژاپن بود.